# Rhipidia antennata
Rhipidia antennata är en tvåvingeart som först beskrevs av Enrico Adelelmo Brunetti 1911.  Rhipidia antennata ingår i släktet Rhipidia och familjen småharkrankar. Inga underarter finns listade i Catalogue of Life.